# François Xavier Garneau
François Xavier Garneau (ur. 15 czerwca 1809 w Québecu, zm. 2 lub 3 lutego 1866 tamże) – kanadyjski historyk, poeta i dziennikarz, pierwszy wybitny frankokanadyjski historyk, znany jako ojciec kanadyjskiej historiografii.

## Życiorys
Był synem wytwórcy powozów, w wieku 14 lat opuścił szkołę, później pracował jako referent w urzędzie, następnie w firmie notarialnej, w 1830 został notariuszem. W latach 1831–1833 przebywał w Londynie jako sekretarz D. Vigera, kanadyjskiego delegata politycznego, po powrocie do Québecu zaczął pisać poezję i publikować w periodykach, a także zajmować się historią. Od 1837 pracował w banku jako kasjer, w 1843 został wyznaczony tłumaczem w miejscowym zgromadzeniu legislacyjnym, a 1844-1864 był sekretarzem miasta Québecu. W latach 1845–1848 opublikował trzytomowe dzieło Histoire du Canada depuis la découverte à nos jours, w której przedstawił opis polityczny i wojskowy wczesnego Quebecu, w tym opowieści mężczyzn i kobiet-pionierów, wybitnych osobistości Quebecu oraz dzieje Kanady pod kątem sprzecznych dążeń mieszkańców anglojęzycznych i francuskojęzycznych. Praca ta wywarła znaczący wpływ na sposób ujmowania tematyki historii we frankokanadyjskiej literaturze drugiej połowy XIX wieku. Jest także autorem poematów patriotycznych, felietonów i relacji z podróży.